# Mycetophila ancyloformans
Mycetophila ancyloformans är en tvåvingeart som först beskrevs av Holmgren 1907.  Mycetophila ancyloformans ingår i släktet Mycetophila och familjen svampmyggor.
Artens utbredningsområde är Peru. Inga underarter finns listade i Catalogue of Life.